# Speak of the Devil
| 전문가 평가   | 전문가 평가 |
| 평가 점수     | 평가 점수   |
| 출처          | 점수        |
| ------------- | ----------- |
| AllMusic      | [ 1 ]       |
| Martin Popoff | [ 2 ]       |
| Sounds        | [ 3 ]       |

《Speak of the Devil》은 1982년 11월 27일에 발매된 영국의 헤비 메탈 보컬리스트 오지 오스본의 첫 번째 라이브 음반이다. 이 음반은 오스본의 이전 밴드 블랙 사바스에 의해 녹음된 곡들의 라이브로 구성된 더블 음반이다. 이 음반의 제목은 영국에서 《Talk of the Devil》로, 영국에서 더 일반적으로 표현되는 관용어이다.
영국에서는 4장의 오스본 음반 중 두 번째로 영국 축음기 협회로부터 실버 인증(판매량 6만 장)을 받아 1983년 1월 이를 달성했다.

## 녹음
그의 밴드와 전혀 리허설을 하지 않았던 오스본은 마침내 1982년 9월 26일 첫 공연 날 사운드체크를 위해 나타났고 많은 노래의 가사를 외우는 데 엄청난 어려움을 겪었다. 쇼가 진행되는 동안, 그는 접이식 의자 위에 책상 램프를 올려놓고, 의자 위에 노래 가사를 손으로 쓴 공책을 놓았다. 공연 내내 그는 종종 이 의자 옆에 서서 노트에 있는 가사를 읽으며 노래를 불렀다.
1000명이 채 안 되는 관객이 몰린 리츠는 매진됐다. 루디 사조는 청중들을 "난폭하다"고 묘사했고, 또한 변환된 라틴 사교장의 음향은 따뜻하고 친밀하며 그들의 필요에 딱 맞는다고 묘사했다. 밴드는 일반적으로 더 큰 무대에서 연주할 때 드럼 소리를 들을 수 있도록 사이드 필 모니터를 사용했지만, 리츠의 작은 무대 때문에 이러한 공연에서 그들을 제거해야만 했다. 이러한 변화로 인해 브래드 길리스와 사조는 대부분의 쇼를 드럼 라이저 바로 앞에 서서 밴드의 백라인의 강렬한 볼륨을 통해 토미 알드리지의 드럼 소리를 들을 수 밖에 없었다.
쇼의 분위기는 평상시 오스본의 라이브 공연에서 볼 수 있는 광경을 최대한 촘촘하게 녹화하는 데 중점을 두었기 때문에 캐주얼했다. 레코드 플랜트의 이동식 스튜디오는 공연을 테이프에 담기 위해 리츠 뒤쪽 골목에 주차되어 있었다. 며칠 전 술에 취해 긴 머리를 삭발한 오스본은 평소 무대복을 입지 않은 채 추리닝 바지를 입고 대머리를 하고 있었다.

## 곡 목록
모든 곡들은 오지 오스본, 토니 아이오미, 기저 버틀러 그리고 빌 워드에 의해 작사/작곡하였다.
| #  | 제목                        | 오리지널 발매              | 재생 시간 |
| -- | --------------------------- | -------------------------- | --------- |
| 1. | 〈Symptom of the Universe〉 | 《Sabotage》 (1975년)      | 5:41      |
| 2. | 〈Snowblind〉               | 《Vol. 4》 (1972년)        | 4:56      |
| 3. | 〈Black Sabbath〉           | 《Black Sabbath》 (1970년) | 6:04      |

| #  | 제목                   | 오리지널 발매         | 재생 시간 |
| -- | ---------------------- | --------------------- | --------- |
| 4. | 〈Fairies Wear Boots〉 | 《Paranoid》 (1970년) | 6:33      |
| 5. | 〈War Pigs〉           | 《Paranoid》          | 8:35      |
| 6. | 〈The Wizard〉         | 《Black Sabbath》     | 4:43      |

| #  | 제목              | 오리지널 발매                  | 재생 시간 |
| -- | ----------------- | ------------------------------ | --------- |
| 1. | 〈N.I.B.〉        | 《Black Sabbath》              | 5:35      |
| 2. | 〈Sweet Leaf〉    | 《Master of Reality》 (1971년) | 5:55      |
| 3. | 〈Never Say Die〉 | 《Never Say Die!》 (1978년)    | 4:18      |

| #  | 제목                                 | 오리지널 발매                        | 재생 시간 |
| -- | ------------------------------------ | ------------------------------------ | --------- |
| 4. | 〈Sabbath Bloody Sabbath〉           | 《Sabbath Bloody Sabbath》 (1973년)  | 5:34      |
| 5. | 〈Iron Man / Children of the Grave〉 | 《Paranoid》 / 《Master of Reality》 | 9:12      |
| 6. | 〈Paranoid〉                         | 《Paranoid》                         | 3:10      |

## 인증
| 국가                       | 인증     | 판매량/출하량 |
| -------------------------- | -------- | ------------- |
| 캐나다 (뮤직 캐나다)       | 골드     | 50,000^       |
| 영국 (BPI)                 | 실버     | 60,000^       |
| 미국 (RIAA)                | 플래티넘 | 1,000,000^    |
| ^출하량을 기반으로 한 인증 |          |               |